# ستانلي كول (مهندس معماري)
ستانلي كول (بالإنجليزية: Stanley Cole)‏ هو مهندس معماري أمريكي، ولد في 1924، وتوفي في 12 مارس 2013.